# Рупине
Ру́пине — роз'їзд Сумської дирекції Південної залізниці на двоколійній неелектрифікованій лінії Боромля — Кириківка між станціями Тростянець-Смородине (5 км) та Бакирівка (4,7 км). Розташований у південно-східній частині міста Тростянець Тростянецького району Сумської області.
На роз'їзді зупиняються приміські поїзди.